# Rumanowa Turniczka

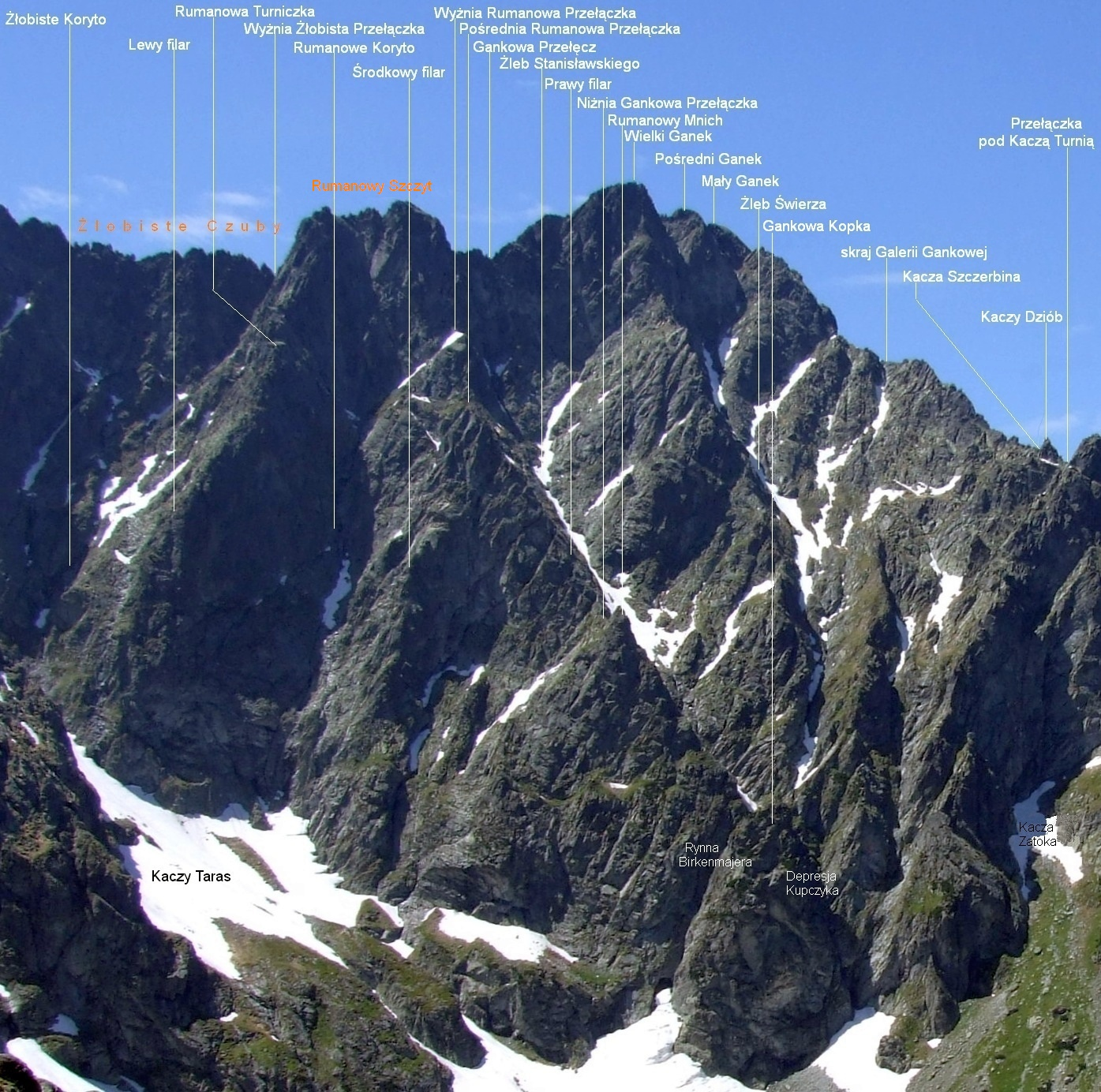

Rumanowa Turniczka – turniczka w lewym filarze Rumanowego Szczytu w Dolinie Kaczej w słowackich Tatrach Wysokich. Znajduje się w górnej części tego filara, od szczytowego bloku Rumanowego Szczytu oddzielona Rumanowym Siodełkiem.
Przez Rumanową Turniczkę prowadzi droga wspinaczkowa Lewym filarem północno-wschodniej ściany. O drodze tej Władysław Cywiński pisał: droga bardzo piękna, eksponowana; skała mocna oprócz samego początku. IV w skali tatrzańskiej, czas przejścia 4–7 godz. Wejście na turniczkę od dolnej części filara to II i 20 m wysokości, przejście jej granią I, zejście na Rumanowe Siodełko I i 10 m wysokości. Droga wyprowadza na skrajny, południowo-wschodni wierzchołek Rumanowego Szczytu.
Nazwę turniczki utworzył Władysław Cywiński w 2012 r.